# Almeida
Almeida (aɫ'mɐidɐ) è un comune portoghese di 8 423 abitanti situato nel distretto di Guarda.
La cittadina, posta nella regione della Beira Alta, è la seconda fortezza per importanza del Portogallo dopo Elvas. Fa parte della linea di difesa dalla confinante Castiglia formata da numerosi castelli e fortezze. È circondata da una doppia cinta di mura ancora intatte con bastioni a forma stellare. All'interno ci sono le settecentesche caserme militari una delle quali ospita la "Camara Municipal". Nella freguesia di Castelo Bom si trovano i resti di un antico castello costruito dal re Dionigi del Portogallo (1261-1325) sul finire del XIII secolo, una delle fortificazioni restaurate o costruite ex novo nella regione di frontiera dal sovrano in seguito al Trattato di Alcañices.

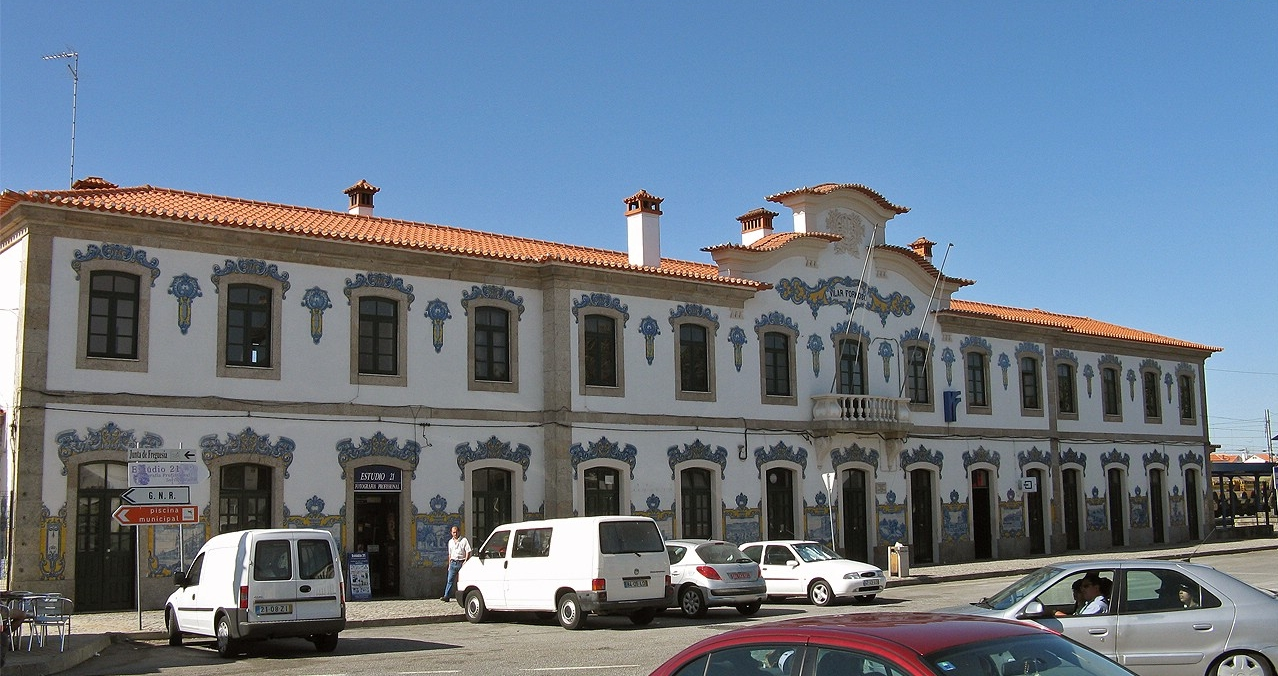
La stazione ferroviaria di Vilar Formoso, uno dei più importanti posti di frontiera con la Spagna.

La sua freguesia di Vilar Formoso, è uno dei più importanti posti di frontiera con la Spagna; qui transitano l'autostrada A25 (che collega Lisbona con il nord della Spagna) e la principale linea ferroviaria che unisce il Portogallo con il resto d'Europa con il transito, tra gli altri, di treni per Madrid e Parigi.

## Società

### Evoluzione demografica
| Popolazione di Almeida (1801 – 2004) | Popolazione di Almeida (1801 – 2004) | Popolazione di Almeida (1801 – 2004) | Popolazione di Almeida (1801 – 2004) | Popolazione di Almeida (1801 – 2004) | Popolazione di Almeida (1801 – 2004) | Popolazione di Almeida (1801 – 2004) | Popolazione di Almeida (1801 – 2004) | Popolazione di Almeida (1801 – 2004) |
| ------------------------------------ | ------------------------------------ | ------------------------------------ | ------------------------------------ | ------------------------------------ | ------------------------------------ | ------------------------------------ | ------------------------------------ | ------------------------------------ |
| 1801                                 | 1849                                 | 1900                                 | 1930                                 | 1960                                 | 1981                                 | 1991                                 | 2001                                 | 2004                                 |
| 3408                                 | 5604                                 | 17031                                | 14860                                | 16107                                | 10524                                | 10040                                | 8423                                 | 7784                                 |

## Freguesias
| - Ade - Aldeia Nova - Almeida - Amoreira - Azinhal - Cabreira - Castelo Bom - Castelo Mendo - Freineda - Freixo - Junça - Leomil - Malhada Sorda - Malpartida - Mesquitela | - Mido - Miuzela - Monte Perobolço - Nave de Haver - Naves - Parada - Peva - Porto de Ovelha - São Pedro de Rio Seco - Senouras - Vale da Mula - Vale de Coelha - Vale Verde - Vilar Formoso |